# Walter Kintsch
Walter Kintsch (* 30. Mai 1932 in Timișoara, Rumänien; † 24. März 2023) war ein Professor für Psychologie an der Abteilung für Psychologie und Neurowissenschaften der University of Colorado Boulder (USA). Der Schwerpunkt seiner Forschung lag auf dem Gebiet, wie Menschen Sprache verstehen, sowohl mit experimentellen, als auch computergestützten Modellierungstechniken.

## Leben
Gegen Ende des Zweiten Weltkriegs floh seine Familie aus Rumänien und ließ sich in Bregenz, Österreich, nieder. 1951 erwarb er einen Abschluss an einer Lehrerhochschule in Feldkirch und unterrichtete vier Jahre lang mehrere Klassen. Er wurde dann Fulbright-Stipendiat und promovierte an der University of Kansas im Jahr 1960. Während dieser Zeit heiratete er seine Mitarbeiterin Eileen Kintsch und sie hatten zwei Kinder.
Anschließend erhielt er ein Postdoktorandenstipendium an der University of Indiana. Nach Positionen an der University of Missouri, der University of California-Riverside und eine Gastprofessur an der Stanford University zogen er und seine Frau 1968 nach Boulder und erhielt dort eine Professur.

## Forschung
Sein Forschungsschwerpunkt lag auf der Untersuchung des menschlichen Sprachverständnisses, wobei er sowohl experimentelle Methoden als auch computergestützte Modellierungsverfahren einsetzt. 
Kintsch und Teun van Dijk lieferten 1978 die erste psychologische Prozesstheorie des Diskursverständnisses (theory of discourse comprehension). In Zusammenarbeit mit van Dijk formulierte er das Construction-Integration-Modell im Schnittbereich von Psycholinguistik und Kognitionswissenschaft. Es war das erste gut spezifizierte theoretische Modell, wie Menschen eine mentale Repräsentation durch das Lesen eines Textes aufbauen und ist derzeit das dominierende psychologische Modell des Textverständnisses.